# Przepuklina mosznowa
Przepuklina mosznowa (łac. hernia scrotalis) jest odmianą (pod względem zaawansowania klinicznego) przepukliny pachwinowej skośnej. Worek przepukliny wraz z zawartością (zazwyczaj fragment sieci większej lub pętle jelita) przemieszcza się poprzez kanał pachwinowy do moszny. Przepuklina mosznowa jest zazwyczaj przepukliną nieodprowadzalną.
Leczenie, jak w przypadku przepukliny pachwinowej, jest chirurgiczne.

Przeczytaj ostrzeżenie dotyczące informacji medycznych i pokrewnych zamieszczonych w Wikipedii.